# سیم‌پیچ

خطوط میدان مغناطیسی «(سبز)» یک حلقه سیم حامل جریان از مرکز حلقه عبور می کند و میدان را در آنجا متمرکز می کند.

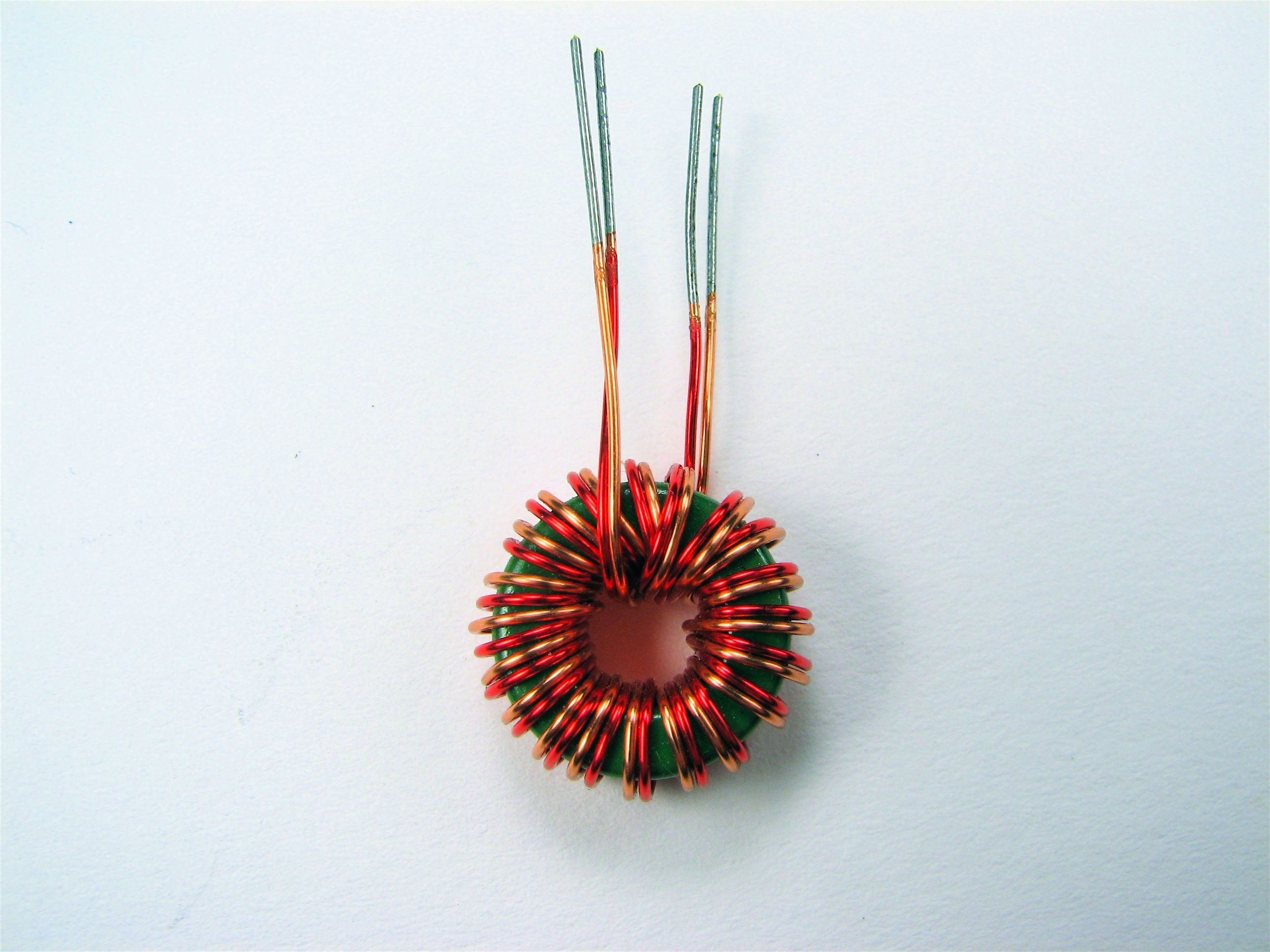
نمایی از طرح‌وساختار نوعی سیم‌پیچ

سیم‌پیچ (به انگلیسی: Electromagnetic coil) یا پیچهٔ الکترومغناطیسی ساختاری است که هرگاه یک‌ رسانای الکتریکی مانند سیم را به‌صورت مارپیچی یا فنری بپیچیم، یک‌نوع ساده از آن خواهیم داشت. همین‌طور به نام‌های دیگری چون بوبین، یا سلف نیز شناخته می‌شود.

## میدان مغناطیسی حاصل از سیم‌پیچ
با عبور جریان الکتریکی از سیم‌پیچ، درون و اطراف آن میدان مغناطیسی پدید می‌آید. در صورتی که سیم‌پیچ را ایده‌آل فرض کنیم (سیم‌پیچی که طول آن نسبت به مساحت آن بسیار بزرگتر است) میدان مغناطیسی در داخل سیم‌پیچ یکنواخت است و از میدان مغناطیسی خارج آن بسیار بیشتر است. اندازهٔ میدان مغناطیسی در دهانهٔ سیم‌پیچ نصف میدان مغناطیسی در میانهٔ آن (دور از لبه‌های آن) است. مقدار عددی میدان مغناطیسی B حاصل از سیم‌لوله از رابطهٔ زیر به دست می‌آید:
{\displaystyle \displaystyle B=k{\mu }_{\rm {0}}I{\frac {N}{l}}}
این میدان انرژی الکتریکی را به صورت انرژی مغناطیسی ذخیره می‌کند.
| نماد | مقدار                           |
| ---- | ------------------------------- |
| k    | ضریب تراوایی نسبی مغناطیسی هسته |
| μ0   | ضریب تراوایی مغناطیسی خلأ       |
| I    | جریان گذرنده از سیم‌پیچ          |
| N    | شمار دورهای سیم‌لوله             |
| l    | درازای سیم‌پیچ                   |

## کاربرد سیم‌پیچ
سیم‌پیچ‌ها معمولاً در همه موتورهای الکتریکی و ترانس‌ها کاربرد دارند و به صورت‌های مختلف از جمله توزیع شده و متمرکز پیچیده می‌شوند. همین‌طور در فیلترهای الکترونیکی، مدارهای مخابراتی و نوسان‌سازهای الکترونیکی کاربرد وسیعی دارند.